# Olten (stacja kolejowa)
Olten – stacja kolejowa w Olten, w kantonie Solura, w Szwajcarii. Znajduje się tu 7 peronów.